# Hipparion
A Hipparion az emlősök (Mammalia) osztályának páratlanujjú patások (Perissodactyla) rendjébe, ezen belül a lófélék (Equidae) családjába tartozó fosszilis nem.

## Leírásuk

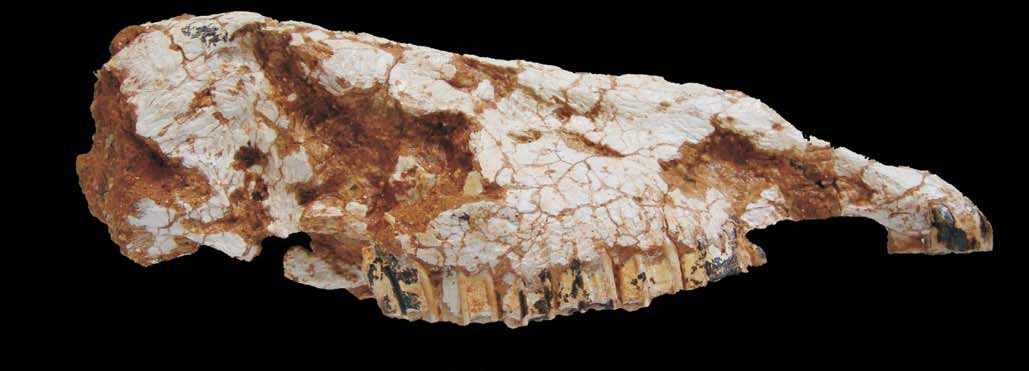
Hipparion macedonicum koponyája

Úgy tartják, hogy a valódi lófélék a Merychippus három csoportjából fejlődtek ki, melyek a következők: Hipparion, Protohippus és Pliohippus. A Merychippustól a legeltérőbb a Hipparion volt. A legnagyobb eltérést a fogzománc képezte: eltérően a többi lófélével, a fog nyelv felőli részén egy teljesen elkülönült „fal” helyezkedett el. Az Észak-Amerikában talált teljes és jól megmaradt csontváz azt mutatja, hogy az állat mérete egy kisebb póniéval egyezett meg. A Hipparionok karcsúak, inkább antilopszerűek voltak, és jól alkalmazkodtak a száraz prérinek megfelelő életmódhoz. Vékony lábaikon három ujj ült, ezek patákban végződtek, de csak a középső érte a földet.
Észak-Amerikában a Hipparionból és rokonaiból (Cormohipparion, Nannippus, Neohipparion és Pseudhipparion) sok más lóféle fejlődött ki, és legalább egy ezek közül átvándorolt Eurázsiába a miocén kor idején. Az európai Hipparionok abban különböznek az észak-amerikai fajoktól, hogy kisebb a testük - a legismertebb európai Hippariont Athén közelében találták meg.
Az állatok átlagos marmagassága körülbelül 1,4 méter volt, és testtömegük fajtól függően 62,8-118,9 kilogramm közötti lehetett. A Hipparion-fajokat meg lehet találni Észak-Amerika, Ázsia, Európa és Afrika területén is. A Hipparion emlősnem, körülbelül 22 millió évig élt a Földön, azaz 23 millió és 781 ezer évvel ezelőtt.

## Rendszerezés
A nembe az alábbi 22 faj tartozik:

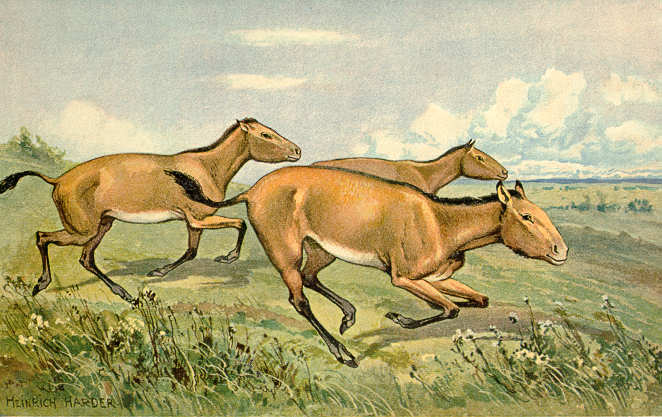
Hipparion

- Hipparion concudense Pirlot, 1956; Casa del Acero lelőhely Murcia, Spanyolország és Masia de La Roma lelőhely, Aragónia, Spanyolország. Délnyugat-Európa endemikus állata volt. ~11,6–5,3 Mya.
- Hipparion crassum Gervais, 1859; Odessza, Dorkovo, Ukrajna. Délkelet-Európa endemikus állata volt. ~4,9 Mya–11 000 évvel ezelőtt.
- Hipparion dietrichi Wehrli, 1941; Észak-Macedónia és Nikiti, Görögország. Délkelet-Európa endemikus állata volt. ~9–5,3 Mya.
- Hipparion fissurae Crusafont & Sondaar, 1971; Soria, Spanyolország. Délnyugat-Európa endemikus állata volt. ~5,3–3,4 Mya.
- Hipparion forcei Richey, 1948; Contra Costa megye, Santa Cruz megye, Los Angeles megye, Kalifornia. Észak-Amerika endemikus állata volt. ~23–5,3 Mya.
- Hipparion gromovae Villalta & Crusafont, 1957; Murcia, Spanyolország. Délnyugat-Európa endemikus állata volt.  ~9–5,3 Mya.
- Hipparion laromae Pesquero et al., 2006; Teruel, Spanyolország. Délnyugat-Európa endemikus állata volt. ~9,7–8,7 Mya.
- Hipparion longpipes Gromova, 1952; Ankara, Törökország. Eurázsia endemikus állata volt. ~5,3–3,4 Mya.
- Hipparion lufengense Sun, 2013
- Hipparion macedonicum Koufos, 1984; Görögország. Délnyugat-Európa endemikus állata volt. ~8,7–7,8 Mya.
- Hipparion matthewi Abel, 1926; Ankara, Törökország. Anatólia endemikus állata volt. ~11,6–5,3 Mya.
- Hipparion mediterraneum Roth & Wagner, 1855; Irak, Törökország, Görögorszzág. Anatólia és Délkelet-Európa endemikus állata volt. ~9–5,3 Mya.
- Hipparion molayanense Zouhri, 1992; Afganisztán. Délnyugat-Ázsia endemikus állata volt. ~9–5,3 Mya.
- Hipparion periafricanum de Christol, 1832; Aragónia, Spanyolország. Délnyugat-Európa endemikus állata volt. ~9–5,3 Mya.
- Hipparion philippus Koufos & Vlachou, 2016
- Hipparion phlegrae Lazaridis and Tsoukala, 2014
- Hipparion prostylum Gervais, 1849 - típusfaj
- Hipparion rocinantis Hernández Pacheco, 1921; Spanyolország. Délnyugat-Európa endemikus állata volt. ~5,3–1,8 Mya.
- Hipparion sellardsi Matthew & Stirton, 1930
- Hipparion shirleyae MacFadden, 1984
- Hipparion sithonis Koufos & Vlachou, 2016
- Hipparion tehonense (Merriam, 1916); Észak-Amerika, Floridától Kaliforniáig. ~23,3–5,3 Mya.